# Canto al programa
Canto al programa è un album del gruppo musicale cileno Inti-Illimani, pubblicato nel 1970.

## Descrizione
Subito dopo l'elezione di Salvador Allende a presidente del Cile (1970) si creò un gruppo di lavoro con l'obiettivo di mettere in musica i quaranta punti programmatici fondamentali del governo appena eletto.
Sergio Ortega, uno dei compositori cileni tra i più importanti di quegli anni, all'epoca membro della Commissione Cultura del Partito Comunista del Cile, contattò Luis Advis, altro celebre compositore cileno, all'epoca molto noto per aver scritto la Cantata Santa María de Iquique, della quale questo lavoro recupera alcune caratteristiche formali e strutturali.
Il gruppo di lavoro venne completato affidando i testi a Julio Rojas mentre, per l'esecuzione, vennero scelti gli Inti-Illimani, per la parte musicale, e Alberto Sendra per i recitati che intercalano le varie canzoni.
Come si può intuire anche dai titoli delle tracce, il disco cerca di illustrare, in maniera allo stesso tempo sia approfondita che leggera, ciò che il nuovo governo dichiarava di avere intenzione di fare negli anni a venire. Per fare questo il disco venne anche integrato con un libretto di 22 pagine contenente foto, immagini, testi e crediti dell'album.
Composizione e registrazione si realizzarono nel brevissimo tempo di una settimana, nel novembre 1970.
Il disco si chiude con una nuova versione di Venceremos, un brano già inciso nei mesi precedenti e che era stato l'inno ufficiale della campagna presidenziale di Allende. 
Nella formazione del gruppo compare per la prima volta Marcelo Coulón che sostituisce (ma solo per questo disco) il fratello Jorge. Marcelo tornerà, questa volta definitivamente, nel gruppo nove anni dopo, a partire dal disco Canción para matar una culebra.
Il disco fu pubblicato, in tempi diversi, in svariati paesi del mondo, sempre con identica track-list, ma con la copertina a volte modificata e, in alcuni casi, anche con il titolo modificato. Nel 2000 in Cile la Warner Music Chile lo ha ristampato in CD, in una versione rimasterizzata a partire da copie in vinile, unendolo in un unico supporto con l'album Si somos americanos. Nessuna edizione di quest'album è mai stata pubblicata in Italia.

## Tracce
1. Introducción musical – 1:19 (L.Advis)
2. Relato – 1:04 (J.Rojas)
3. Canción del poder popular – 2:49 (L.Advis, J.Rojas)
4. Relato – 0:31 (J.Rojas)
5. El vals de la profundización de la democracia – 2:32 (S.Ortega, J.Rojas)
6. Relato – 0:18 (J.Rojas)
7. Cueca de las fuerzas armadas y carabineros – 3:31 (S.Ortega, J.Rojas)
8. Relato – 0:17 (J.Rojas)
9. El rin de la nueva constitución – 2:07 (L.Advis, J.Rojas)
10. Relato – 0:22 (J.Rojas)
11. Canción de la propiedad social y privada – 2:39 (L.Advis, J.Rojas)
12. Relato – 0:08 (J.Rojas)
13. Canción de la reforma agraria – 2:12 (S.Ortega, J.Rojas)
14. Relato – 0:22 (J.Rojas)
15. Tonada y sajuriana de las tareas sociales – 5:03 (L.Advis, J.Rojas)
16. Relato – 0:07 (J.Rojas)
17. Canción de la nueva cultura – 3:49 (S.Ortega, J.Rojas)
18. Relato – 0:17 (J.Rojas)
19. Vals de la educación para todos – 3:23 (L.Advis, J.Rojas)
20. Relato – 0:24 (J.Rojas)
21. Canción de la relaciones internacionales – 2:14 (S.Ortega, J.Rojas)
22. Relato – 0:26 (J.Rojas)
23. Venceremos – 2:28 (S.Ortega, C.Iturra)

## Formazione
- Max Berrú - voce, bombo
- Horacio Salinas - chitarra, voce, quena
- Horacio Duran - charango, voce
- Ernesto Pérez De Arce - quena, pandero, voce
- Marcelo Coulón - voce, chitarra

### Collaboratori
- Alberto Sendra - recitato
- Vicente e Antonio Larrea - copertina, foto e grafica
- Luis Albornoz - illustrazioni interne

## Edizioni
- 1970 - Canto al programa (DICAP, JJL-10, LP, Cile)
- 1977 - Canto al programa (Movieplay, 17.1232/0, LP, Spagna)
- 1977 - Canto al programa (Movieplay, 53.0445/0, MC, Spagna)
- Cantata al programa (Lince Producciones, 20049, LP, Argentina)
- 2000 - Canto al programa (WEA, 8573849852, CD, Cile)